# جولای دارچینی
جولای دارچینی (نام علمی: Ploceus badius) نام یک گونه از سرده جولاها است.